# Biegi narciarskie na Mistrzostwach Świata w Narciarstwie Klasycznym 1966
Zawody w biegach narciarskich na XVII Mistrzostwach świata w narciarstwie klasycznym odbyły się w dniach 17 lutego – 26 lutego 1966 w norweskim Oslo.

## Terminarz
| Data           | Miejscowość | Konkurencja                                           | Złoto                                                                          | Srebro                                                                           | Brąz                                                                           |
| -------------- | ----------- | ----------------------------------------------------- | ------------------------------------------------------------------------------ | -------------------------------------------------------------------------------- | ------------------------------------------------------------------------------ |
| 17 lutego 1966 | Oslo        | Bieg indywidualny mężczyzn na 30 km stylem klasycznym | Eero Mäntyranta                                                                | Kalevi Laurila                                                                   | Walter Demel                                                                   |
| 21 lutego 1966 | Oslo        | Bieg indywidualny kobiet na 5 km stylem klasycznym    | Alewtina Kołczina                                                              | Klawdia Bojarskich                                                               | Rita Aczkina                                                                   |
| 22 lutego 1966 | Oslo        | Bieg indywidualny mężczyzn na 15 km stylem klasycznym | Gjermund Eggen                                                                 | Ole Ellefsæter                                                                   | Odd Martinsen                                                                  |
| 23 lutego 1966 | Oslo        | Bieg indywidualny kobiet na 10 km stylem klasycznym   | Klawdia Bojarskich                                                             | Alewtina Kołczina                                                                | Toini Gustafsson                                                               |
| 24 lutego 1966 | Oslo        | Bieg indywidualny mężczyzn na 50 km stylem klasycznym | Gjermund Eggen                                                                 | Arto Tiainen                                                                     | Eero Mäntyranta                                                                |
| 26 lutego 1966 | Oslo        | Bieg sztafetowy mężczyzn stylem klasycznym            | Norwegia · Odd Martinsen · Harald Grønningen · Ole Ellefsæter · Gjermund Eggen | Finlandia · Kalevi Oikarainen · Hannu Taipale · Kalevi Laurila · Eero Mäntyranta | Włochy · Giulio de Florian · Franco Nones · Gianfranco Stella · Franco Manfroi |
| 26 lutego 1966 | Oslo        | Bieg sztafetowy kobiet stylem klasycznym              | ZSRR · Klawdia Bojarskich · Rita Aczkina · Alewtina Kołczina                   | Norwegia · Ingrid Wigernæs · Inger Aufles · Berit Mørdre                         | Szwecja · Barbro Martinsson · Britt Strandberg · Toini Gustafsson              |

## Wyniki zawodów

### Mężczyźni

#### 15 km techniką klasyczną
- Data 22 lutego 1966

| Medal | Zawodnik             | Narodowość | Wynik   |
| ----- | -------------------- | ---------- | ------- |
|       | Gjermund Eggen       | Norwegia   | 47:56,2 |
|       | Ole Ellefsæter       | Norwegia   | 48:11,3 |
|       | Odd Martinsen        | Norwegia   | 48:14,7 |
| 4     | Bjarne Andersson     | Szwecja    | 48:22,8 |
| 5     | Kalevi Laurila       | Finlandia  | 48:23,8 |
| 6     | Eero Mäntyranta      | Finlandia  | 48:29,8 |
| 7     | Hannu Taipale        | Finlandia  | 48:37,9 |
| 8     | Wiaczesław Wiedienin | ZSRR       | 48:51,2 |
| 9     | Walter Demel         | NRD        | 48:51,9 |
| 10    | Ingvar Sandström     | Szwecja    | 48:52,9 |
| ...   |                      |            |         |
| 23    | Józef Rysula         | Polska     | ?       |

#### 30 km techniką klasyczną
- Data 20 lutego 1966

| Medal | Zawodnik           | Narodowość | Wynik     |
| ----- | ------------------ | ---------- | --------- |
|       | Eero Mäntyranta    | Finlandia  | 1:37:26,7 |
|       | Kalevi Laurila     | Finlandia  | 1:38:11,3 |
|       | Walter Demel       | RFN        | 1:38:11,6 |
| 4     | Ingvar Sandström   | Szwecja    | 1:38:24,9 |
| 5     | Anatolij Akientiew | ZSRR       | 1:38:32,3 |
| 6     | Franco Nones       | Włochy     | 1:38:53,5 |
| 7     | Harald Grønningen  | Norwegia   | 1:38:53,8 |
| 8     | Lorns Skjemstad    | Norwegia   | 1:38:54,5 |
| 9     | Anatolij Nasiedkin | ZSRR       | 1:38:59,2 |
| 10    | Bjarne Andersson   | Szwecja    | 1:39:04,0 |
| ...   |                    |            |           |
| 23    | Józef Rysula       | Polska     | ?         |
| 32    | Edward Budny       | Polska     | ?         |

#### 50 km techniką klasyczną
- Data 24 lutego 1966

| Medal | Zawodnik             | Narodowość | Wynik     |
| ----- | -------------------- | ---------- | --------- |
|       | Gjermund Eggen       | Norwegia   | 3:03:04,7 |
|       | Arto Tiainen         | Finlandia  | 3:03:15,1 |
|       | Eero Mäntyranta      | Finlandia  | 3:03:54,3 |
| 4     | Ole Ellefsæter       | Norwegia   | 3:04:46,8 |
| 5     | Hannu Taipale        | Finlandia  | 3:05:20,3 |
| 6     | Wiaczesław Wiedienin | ZSRR       | 3:05:43,3 |
| 7     | Harald Grønningen    | Norwegia   | 3:05:48,2 |
| 8     | Jan Halvarsson       | Szwecja    | 3:09:08,6 |
| 9     | Gerhard Grimmer      | NRD        | 3:09:43,8 |
| 10    | Konrad Hischier      | Szwajcaria | 3:09:59,6 |

#### Sztafeta 4×10km
- Data 23 lutego 1966

| Medal | Zawodnik                                                               | Narodowość | Wynik     |
| ----- | ---------------------------------------------------------------------- | ---------- | --------- |
|       | Odd Martinsen Harald Grønningen Ole Ellefsæter Gjermund Eggen          | Norwegia   | 2:14:27,9 |
|       | Kalevi Oikarainen Hannu Taipale Kalevi Laurila Eero Mäntyranta         | Finlandia  | 2:15:40,0 |
|       | Giulio de Florian Franco Nones Gianfranco Stella Franco Manfroi        | Włochy     | 2:18:12,2 |
| 4     | Kjell Lindh Bjarne Andersson Karl-Åke Asph Ingvar Sandström            | Szwecja    | 2:18:31,1 |
| 5     | Iwan Utrobin Wiaczesław Wiedienin Anatolij Nasedkin Anatolij Akientiew | ZSRR       | 2:19:07,1 |
| 6     | Konrad Hischier Josef Haas Denis Mast Alois Kälin                      | Szwajcaria | 2:21:03,6 |
| 7     | Józef Rysula Edward Budny Bronisław Gut Wawrzyniec Gąsienica           | Polska     | 2:22:25,1 |

### Kobiety

#### 5 km techniką klasyczną
- Data 21 lutego 1966

| Medal | Zawodnik           | Narodowość | Wynik   |
| ----- | ------------------ | ---------- | ------- |
|       | Alewtina Kołczina  | ZSRR       | 17:18,9 |
|       | Klawdia Bojarskich | ZSRR       | 17:25,2 |
|       | Rita Aczkina       | ZSRR       | 17:42,5 |
| 4     | Jewdokia Meksziło  | ZSRR       | 17:47,3 |
| 5     | Krastana Stojewa   | Bułgaria   | 17:49,7 |
| 6     | Toini Gustafsson   | Szwecja    | 17:58,1 |
| 7     | Barbro Martinsson  | Szwecja    | 18:07,0 |
| 8     | Senja Pusula       | Finlandia  | 18:14,7 |
| 9     | Nadeżda Wasiliewa  | Bułgaria   | 18:20,9 |
| 10    | Berit Mørdre       | Norwegia   | 18:26,4 |
| ...   |                    |            |         |
| 16    | Józefa Czerniawska | Polska     | ?       |
| 21    | Weronika Budny     | Polska     | ?       |

#### 10 km techniką klasyczną
- Data 23 lutego 1966

| Medal | Zawodnik           | Narodowość | Wynik   |
| ----- | ------------------ | ---------- | ------- |
|       | Klawdia Bojarskich | ZSRR       | 36:25,5 |
|       | Alewtina Kołczina  | ZSRR       | 36:43,3 |
|       | Toini Gustafsson   | Szwecja    | 37:21,4 |
| 4     | Jewdokia Meksziło  | ZSRR       | 37:40,8 |
| 5     | Krastana Stojewa   | Bułgaria   | 38:01,2 |
| 6     | Barbro Martinsson  | Szwecja    | 38:19,8 |
| 7     | Nadeżda Wasiliewa  | Bułgaria   | 38:25,3 |
| 8     | Rita Aczkina       | ZSRR       | 38:34,9 |
| 9     | Toini Pöysti       | Finlandia  | 18:20,9 |
| 10    | Senja Pusula       | Finlandia  | 18:26,4 |
| ...   |                    |            |         |
| 16    | Weronika Budny     | Polska     | ?       |
| 17    | Józefa Czerniawska | Polska     | ?       |

#### Sztafeta 3×5km
- Data 26 lutego 1966

| Medal | Zawodnik                                            | Narodowość | Wynik     |
| ----- | --------------------------------------------------- | ---------- | --------- |
|       | Klawdia Bojarskich Rita Aczkina Alewtina Kołczina   | ZSRR       | 56:04,2   |
|       | Ingrid Wigernæs Inger Aufles Berit Mørdre           | Norwegia   | 57:59,8   |
|       | Barbro Martinsson Britt Strandberg Toini Gustafsson | Szwecja    | 58:00,7   |
| 4     | Gabrielle Nobis Anna Unger Christine Nestler        | NRD        | 59:19,6   |
| 5     | Toini Pöysti Eeva Ruoppa Senja Pusula               | Finlandia  | 59:20,3   |
| 6     | Krastana Stojewa Nadeżda Wasiliewa Weliczka Pandewa | Bułgaria   | 59:59,2   |
| 7     | Weronika Budny Józefa Czerniawska Stefania Biegun   | Polska     | 1:01:27,0 |

## Klasyfikacja medalowa dla konkurencji biegowych MŚ
| #  | Reprezentacja | Złoto | Srebro | Brąz | Razem |
| -- | ------------- | ----- | ------ | ---- | ----- |
| 1. | Norwegia      | 3     | 2      | 1    | 6     |
|    | ZSRR          | 3     | 2      | 1    | 6     |
| 3. | Finlandia     | 1     | 3      | 1    | 5     |
| 4. | Szwecja       | 0     | 0      | 2    | 2     |
| 5. | RFN           | 0     | 0      | 1    | 1     |
|    | Włochy        | 0     | 0      | 1    | 1     |